# Masius chrysopterus
A Masius chrysopterus a madarak (Aves) osztályának verébalakúak (Passeriformes) rendjébe, ezen belül a piprafélék (Pipridae) családjába tartozó  Masius nem egyetlen faja.

## Rendszerezése
A fajt Frédéric de Lafresnaye francia ornitológus írta le 1843-ban, a Pipra nembe Pipra chrysoptera néven.

## Alfajai
- Masius chrysopterus bellus Hartert & Hellmayr, 1903
- Masius chrysopterus chrysopterus (Lafresnaye, 1843)
- Masius chrysopterus coronulatus P. L. Sclater, 1860
- Masius chrysopterus pax Meyer de Schauensee, 1952
- Masius chrysopterus peruvianus Carriker, 1934[2]

## Előfordulása
Az Andokban, Kolumbia, Ecuador, Peru és Venezuela területén honos. Természetes élőhelyei a szubtrópusi és trópusi síkvidéki és hegyi esőerdők.

## Megjelenése
Testhossza 11 centiméter. A hím szárnyainak szegélye aranysárga, úgyszintén a homloka és a torka is; a tarkóján, ahol a sárga sávozások találkoznak narancssárgává válnak. A pofája és testtollazatának többi része fénylő fekete. A tojó zöldes színű; kivéve a toroktájékát és a hasi részét, melyek élénk sárgák.
|  |

## Életmódja
A legfőbb élőhelyei a köderdők, de egyéb erdőfélékben is megtalálható. Főleg bogyótermésekkel táplálkozik, de étrendjét - főleg a költési időszak idején - gerinctelenekkel egészíti ki. Főleg az erdők alsóbb szintjein tartózkodik; a magas lombkoronákat, csak táplálkozáskor keresi fel.

## Szaporodása
A fészke függő és csésze alakú; mohákból és vékony gyökerekből építi. A fészekalj általában 2, barnán pettyezett krémszínű tojásból áll. A viselkedéséről és költési szokásairól keveset tudunk; de meglehet, hogy magányosak. A hím valószínűleg a szép tollazatát, csak a tojók magához való csalogatásához használja, és párzás után nem vállal szerepet a költésben, illetve fiókanevelésben.

## Természetvédelmi helyzete
Az elterjedési területe nagyon nagy, egyedszáma pedig stabil. A Természetvédelmi Világszövetség Vörös listáján nem fenyegetett fajként szerepel.